# István veszprémi püspök
István (10–11. század) magyar katolikus főpap.

## Élete
A veszprémi egyházmegye első püspöke. Gizella királyné kíséretéhez tartozott, tagja volt a koronát hozó római küldöttségnek. Valószínűleg Rómában szentelték püspökké. Személyére utal 1001-ben a pannonhalmi alapítólevél, nevét említi 1009-ben a veszprémi püspökség alapítólevele, mely valószínűleg a Szent Mihály-székesegyház alapítólevele.

## Megjegyzés
A Magyar Archontológiában 1002-ben lett megyés püspök.